# Індельта

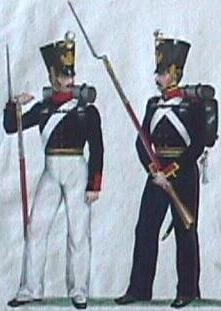
Шведські солдати. 30-і рр. XIX ст.

Індельта (від швед. indelningsverket) — система утримання армії і флоту, що існувала в Швеції в XVII—XX ст.

## Суть реформи
У риксдагу 1682 року король Карл XI висунув пропозицію про зміцнення оборони держави. У своїй відповіді, що була продиктована королем, селянський стан висловився за скасування рекрутської та введення міліційно-територіальної системи комплектування армії. Реорганізація почалася практично відразу ж після надання відповіді селянами. У подібній ситуації розколоте дворянство не могло чинити опір, і в решті в заключному рішенні риксдагу три інших стани повністю погодилися з висунутою пропозицією.
Суть реформи, яка повинна була торкнутися як «коронних» і «скатових» селян, так і «фрельсових», полягала в тому, що відтепер кожен лен — як у воєнний, так і в мирний час — був зобов'язаний виставляти і містити полк чисельністю 1200 солдатів. Два селянських двори (швед. hemman) становили так звану «роту» (швед. rota), яка виставляла одного солдата. У деяких частинах Швеції селянські двори були занадто маленькими і тоді в роту могли входити від 3 до 15 «хемманів». 150 солдатів утворювали військову роту (швед. kompani), яка географічно часто відповідала повітові. Вісім рот становили полк.
Новобранцеві надавалася ділянка землі з будинком (швед. torp) і скотина. Солдат мав право на щорічну платню, яку селяни виплачували або грошима, або продуктами. Крім того, вони забезпечували його також і військовим спорядженням згідно чітко встановлених правил. У XIX ст. цей порядок дещо змінився, і солдат був змушений сам піклуватися про придбання спорядження.
Кожен офіцер, відповідно до свого чину, також отримував свій двір, що носив назву «бостель» (швед. boställe). При підвищенні в званні офіцер переїжджав в «бостель», приписаний до його нового чину.
Подібна ж система була введена і для комплектування кавалерії і військового флоту, де вона отримала назву «рустхолет» (швед. rusthållet) і «ботсмансхолет» (швед. båtsmanshållet) відповідно. Командир боцманської роти (швед. båtsmanskompani) проживав у тій же самій місцевості, що і підлеглі йому матроси (швед. båtsmän), проте коли ті призивалися на службу на якусь військово-морську базу (Стокгольм, Ландскруна, Гетеборг), то командування над ними брали офіцери бази.
Принцип комплектування кавалерії дещо відрізнявся від принципів комплектування піхоти. Тут кавалериста виставляв й утримував один селянин, який отримав назву «рустхолера». Оскільки спорядження кавалериста обходилося набагато дорожче, ніж спорядження солдата, то корона звільняла «рустхолера» від податків. Під час війни чотири «рустхолера» (чотири вершники складали так звану швед. tältlag — «наметову команду») були зобов'язані забезпечити своїх кавалеристів обозним конем і обозним. Крім того, вони надавали їм намет.
У той час, поки кавалерист не був на війні або на підготовчих зборах, він повинен був працювати на «рустхолера», тобто фактично був його наймитом. Проте, він, так само як і солдати, отримував від «рустхолера» ділянку землі й «торп».

## Скасування
Протягом усього XIX ст. в Швеції велися активні дискусії щодо системи комплектування армії. У 1812 р. вперше був введений загальний військовий обов'язок: всі чоловіки в віці від 20 до 25 років повинні були проходити двотижневе навчання (під час Кримської війни цей термін був збільшений до 30 днів). Однак це ополчення (швед. beväring) повинно було бути резервом для армії та флоту, комплектування яких тривало за старою схемою.
У 60-х рр. XIX століття дебати з питання оборони держави знову пожвавилися, оскільки стало ясно, що стара система застаріла, тому що дозволяла мобілізувати надзвичайно малу кількість солдатів (25 тис.), і до того ж їх середній вік був набагато вище, ніж в інших європейських країнах, де армії почали організовуватися на основі загальної військової повинності.
У 1873 р. було прийнято рішення про збільшення числа військовозобов'язаних та поступове скасування поземельного податку. У 1885 р. був зроблений наступний крок, і «призовний вік» був збільшений з 21 до 32 років. Період військових зборів також збільшився з 30 до 42 днів.
У 1892 р. з ініціативи прем'єр-міністра Еріка Густава Бострьома вік військовозобов'язаних знову був підвищений до 40 років, а військові збори тепер проводилися протягом 90 днів. У 1901 р. риксдаг ухвалив про введення в Швеції загальної військової повинності. Рішення означало, що набір в армію за старою системою з 1902 р. скасовувався, проте вже солдати знаходячись на службі продовжували нести свою службу. Останні з них вийшли у відставку в 1940-х роках.